# Finneganów tren
Finneganów tren (ang. Finnegans Wake) – ostatnie dzieło Jamesa Joyce’a. Joyce rozpoczął pracę nad nim w 1923 niedługo po wydaniu Ulissesa. Po ukończeniu pracy nad Ulissesem Joyce był tak wyczerpany, że przez rok nie napisał ani jednej linijki prozy. Roboczy tytuł Finnegans Wake brzmiał Work in Progress. Ostateczny tytuł jest imitacją tytułu irlandzkiej ballady ulicznej Finnegan’s Wake. Pierwsze fragmenty Work in Progress zaczęły ukazywać się w 1924. Całość Finnegans Wake opublikowano po raz pierwszy w 1939.

## Polski przekład literacki

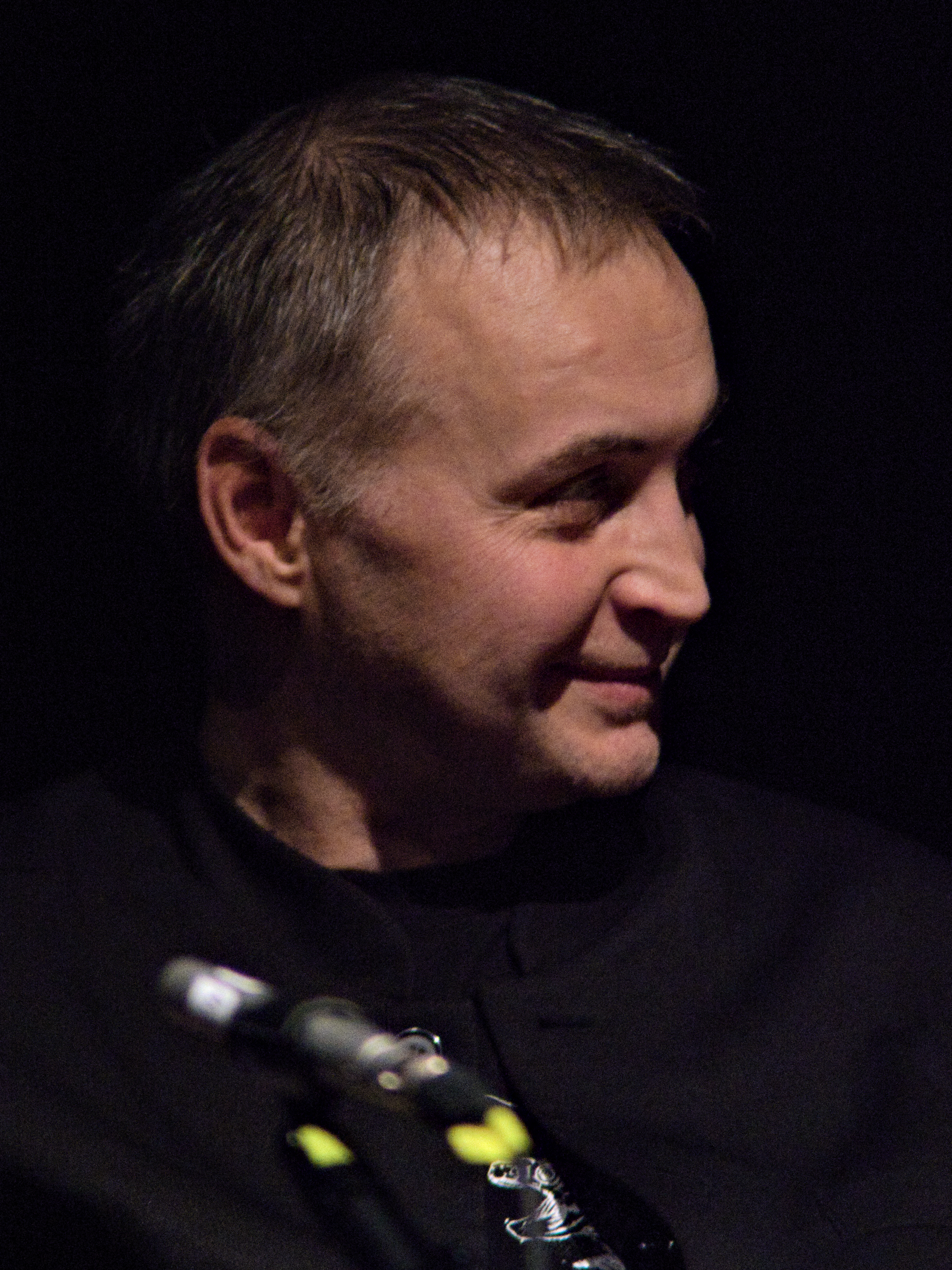
Krzysztof Bartnicki, autor przekładu na język polski (2019)

Początkowo utwór przetłumaczyć miał Maciej Słomczyński. Podjęte przez niego próby przyniosły przekład epizodu Anna Livia Plurabelle, a także wprowadzenie do dzieła, nie podołał jednak całościowemu tłumaczeniu. Utwór starał się również przełożyć Tomasz Mirkowicz (1953–2003).
W 2004 w numerze 7–8 miesięcznika „Literatura na Świecie” przedstawiono fragmenty tłumaczenia pod tytułem Finneganów tren zaproponowane przez Krzysztofa Bartnickiego. W 2012 pełne tłumaczenie Bartnickiego opublikowano nakładem wydawnictwa Korporacja Ha!art. Finneganów tren to siódme pełne tłumaczenie Finnegans Wake w świecie. Przed nim ukazały się tłumaczenia: francuskie, holenderskie, japońskie, koreańskie, niemieckie i portugalskie.
Polski przekład uzupełniono publikacjami Fu wojny i Finneganów bdyn. Pierwsza pozycja odnajduje tekst Joyce’a w starochińskiej myśli wojennej, druga to zbiór wariantów polskiego tłumaczenia.

## Przekłady intersemiotyczne
Poza przekładem literackim przedstawiono w Polsce tłumaczenia intersemiotyczne Finnegans Wake: przekład na suitę Eis-dur, przekład audiowizualny, przekład werbowizualny oraz przekład na kryptogram muzyczny. Polskie intersemiotyczne przekłady Finnegans Wake omawiano m.in. w Irlandii, Polsce, USA, Wielkiej Brytanii czy Włoszech.

## Muzyka
Od 2012 Krzysztof Bartnicki przedstawia odkodowane z Finnegans Wake utwory muzyczne. Najczęściej Bartnicki odnajduje w Finnegans Wake partytury imitacji tematów John Williamsa z filmów cyklu Gwiezdne wojny. Pierwszą publicznie wykonaną kompozycję pt. A Redivivus of Paganinism przedstawiono w ramach obchodów Roku Lutosławskiego 2013 w Częstochowie.

## Film
W 2014 przedstawiono Finnegans Wake//Finneganów tren, polską adaptację filmową fragmentu dzieła.